# 秋岡芳夫
秋岡 芳夫（あきおか よしお、1920年4月29日 - 1997年4月18日）、は日本の工業デザイナー、童画家、著述家、教育者。

## 概要
熊本県宇城市松橋町出身。少年期以降は東京都目黒区中町在住。工業デザイナーでありながら大量生産・大量消費社会に疑問を投げかけ、「暮らしのためのデザイン」という持論の実践のため、日本各地で手仕事やクラフト産業の育成のために尽力。手仕事や手道具の楽しさ、おもしろさを伝える多数の著述や、さわれる工芸展、市の立つ工芸館やワークショップを仕掛けるなど、活動領域の広さや手法の独自性は他に類例がない。
主に1970年代〜80年代に活動したデザイン運動体グループ モノ・モノの代表。東北工業大学、共立女子大学などの教授として、また桑沢デザイン研究所、愛知県立芸術大学、大分県立芸術文化短期大学、沖縄県立芸術大学などの非常勤講師としても活躍した。

## 来歴・人物
幼少期から工夫と工作が大好きな発明少年であり、小学校時代のニックネームは「エジソン君」だった。しかし、自分が工夫したアイデアは誰もが使えるようにすべきとの考えから、後年にいたるまで、個人で特許や実用新案を取得して独占的な権利を主張するということはしなかった。
敗戦後、家具や玩具のデザイン、建築設計、童画家などの経験ののち、金子至、河潤之介と共同で工業デザインの会社として草分け的存在となるKAKを設立。中小企業に主眼を置き、丸正自動車製造「ライラック」のオートバイやセコニックの露出計、ミノルタのカメラなどのデザインで評価を得た。学習研究社に対し科学と学習の画期的な付録教材を提案。デザイナーとしての代表的な仕事となった。
70年代、画一化し行き過ぎた工業化社会への危機感から"消費者"から"愛用者"になることなどを提唱。また、読売新聞で日本列島改造論やデザイン産業の在り方を痛烈に批判するなどデザイナーの枠を超えた活動が始まった。執筆の他に具体的な啓発運動として丸善内のギャラリーやデパートでの企画展や、作り手100人・使い手1000人を結ぶ1100人の会を主宰するなど全国でデザイン運動を展開。また、クラフトの流通や販売チャンネルの拡大を目指し、低迷していた手仕事による伝統技術者やクラフトマンなど生産する側の支援に尽力した。秋岡が創設、支援した団体は現在も全国各地に存在し活動を広げている。
日本の生活デザインの父とも呼ばれ、東京高等工芸学校の先輩でもある豊口克平との関係も深い。秋岡は1955年に発表されたトヨさんの椅子や代表作と言われる62年発表のスポークチェアを終生愛用し、幾度となく優れたデザインであることを述べている。日本の特徴的な機能美の一つである多用途であることや、靴を脱いで生活する習慣を考慮し座面高が30から35センチと、低く設計されていることを気に入っていた。また、豊口が産業工芸試験所を退所後KAKに入社することを希望したが、恐れ多く丁重に断った。59年に設立した豊口デザイン研究室は当初、KAKの事務所もある秋岡宅の敷地中にあった。80年に秋岡がハンス・J・ウェグナーの展覧会のアドバイザーとして参加したことから、触発されるかたちで発表されたと思われる「女の椅子」や「男の椅子」はウェグナー、豊口の作品からの影響が見られる。
木工をはじめとする私塾の主宰、古典的竹とんぼの性能を格段に飛躍させてたスーパー竹とんぼの考案、職人の手道具やライカのコレクター、多数の特許をもつ発明家としても知られる。
没後、秋岡コレクションと呼ばれる江戸期から近代に至る生活道具や生産するためのあらゆる道具・工具などを収集した膨大な資料が、触れて鑑賞できるモノの図書館の建設を条件に遺族から北海道置戸町に寄贈された。
新聞、雑誌などの連載執筆多数。
元東北工業大学、共立女子大学教授。

## 活動

### 子供とデザイン
戦後間もなく、工芸指導所の所員らと玩具設計技術協会やデザイン評論家勝見勝が命名したロンム・プール・ランファンといった団体を設立するなど、玩具のデザインに熱心であった。しかし、コピー商品に対する意識の低かった当時のメーカー（木製玩具のメーカーの多くは小田原にあった）は、売れ筋の商品を真似た製品を作ることが一般的であり、新しいデザインのものに対しては関心がなく玩具デザイナーとしては成功しなかった（もっとも、秋岡によれば企業が「デザイン料」として一般的に支払うようになるのは60年代中頃からだったという）。会員で百貨店で展覧会を開くなどの活動を行ったが、そのような業界の現状に大きく失望した。
コドモノクニなど多くの絵本を見て育ち,学生時代には画家を志したこともあり、自由な作風で知られる初山滋に師事。北原白秋の詩の挿絵や児童書の装丁を担当するなど、評価を得て新潮社賞を受賞。絵や図面が描けることから依頼されたラジオのキャビネットのデザインを始めたことで工業デザインの分野に仕事が広がったが、学研やチャイルドブックなど、童画・挿絵の仕事は平行して続けられた。
児童書の付録のために型紙で製作するモビールを多数提供。
学研の「科学」や「学習」で、一般的に使用され始めたプラスティックを使用し優れた教材をデザインしたことで、社会的に大きな反響を得て「科学」では各学年ごとに月40万部発行されるまでになった（プラスチックレンズは学研が初めて）。発行部数が伸びることで学研で学ぶ児童の割合いが高まり、図らずも画一化した教材になってしまったことに疑問を感じ、学研には発行部数を抑えるように提言したが当然受け入れられず、デザイナーとして立ち止まる要因の一つとなった。
NHK教育テレビ、みんなの科学に3度出演。「まわり灯籠」などアイデアを提供。『玉川子ども百科事典』、国土社「建築の発明発見物語」など学童のための本を監修。

### 木工との関わり
KAK設立後間もなくはデザインの依頼がなかった。KAKの仕事として雄鶏社から「家庭の工作」を出版。当時、どこの家庭でも不足していたテーブルやラックといった生活用具を手に入りやすい一つの規格材で容易（釘と鋸だけでも作れる）かつ丈夫に製作できるようにデザインした。和裁をヒントにした型紙方式であったことも画期的だった。これによりKAKの3人は本放送間もないNHKの講座に出演し、生放送で腕前を披露した。金子至も木工を得意にしていたこともあり、KAKの社内では若い社員と共にレクリエーションとしても木工を楽しんでいた。
「木は狂う、あばれる、そる、生きているから、だから好き。」という自作の詩を、よく言いよく書くほど木に対する愛着が強かった。デザイナーのモデル製作技術を指導する場が基になったFD木工塾が、71年から自宅の工房を開放して始められた。当初はデザイナーが中心だったが、マスコミを通じて秋岡の名が一般に知れるようになると、デザイン以外の職業を持つ人も入塾するようになっていった。76年には美術出版社から「木工（道具の仕立）」が刊行。

### デザイン運動
財団法人クラフトセンタージャパンの選定委員となった翌年の68年、中野区内のマンションに個人事務所（104会議室。のちのグループモノ・モノ事務所、モノ・モノ　ショールーム）を開設。数年間はKAK代表取締役という立場であったが工業デザインからは距離を置き、グループによるデザイン、暮らしのためのデザインという新たな方向性を模索。

## 経歴
- 1920年 - 著名な図書館人・秋岡梧郎の長男として熊本県松橋(現 熊本県宇城市)に生まれる
- 1939年 - 画家を志すが、父の勧めで東京高等工芸学校（現千葉大学工学部）木材工芸科に入学
- 1942年 - 東京市の技手として学校家具を研究。同年召集
- 1946年 - 進駐軍住宅（DH）計画[2]の家具を工芸指導所が主体となって進められたが、内地で終戦を迎えたことから、嘱託職員として民間人デザイナーで唯一の参加。カード用折り畳み椅子などおよそ30点の家具デザインに携わる

　　　　　　　−童画家初山滋に師事。
- 1950年 - クライスラー（秋葉原にあったサトームセンの前身）キット式真空管ラジオのキャビネットケースをデザイン（およそ10年間）
- 1953年 - 金子至・河潤之介と共同でデザイングループKAK（カック）を結成（名称は頭文字から）。放送開始間もないNHKのテレビ番組「家庭の工作」に出演し機能的なデザインの「日曜大工」を提案する[3]
- 1959年 - 成光電機工業（現・株式会社セコニック）露出計への仕事が評価され毎日産業デザイン賞（工業デザイン）を受賞[4]
- 1964年 - 学習研究社1～6年の科学・学習の付録デザイン開始。かねてから挿絵を担当していた関係から、従来の紙を主体とした付録ではなく、あらゆる素材を活用した学習的価値のあるモノによる付録を提案。（69年頃まで）
- 1968年 - 日本インダストリアルデザイナー協会(JIDA)の推薦により財団法人クラフト・センター・ジャパン(CCJ)の選定委員に参加
- 1969年 - 過度な工業化社会への疑問からKAKを離れ、中野区内に個人事務所を開設し方向性を模索する
- 1971年 - 消費者をやめて愛用者になろう！を合い言葉に異業種チーム、グループモノ・モノを結成
- 1972年 - 工作社「室内」誌で「道具拝見」連載開始
- 1974年 - 全国の丸善のギャラリーで「素木のモノ」展をグループモノ・モノの協力で開催
- 1977年 - 東北工業大学工学部工業意匠学科の教授・学科長に就任。持論であった「本当にいい工芸品は裏作モノ」の実践的研究に着手。学内に「第三生産技術研究室」を設立し、客員研究員として木工家でクラフトデザイナーの時松辰夫を九州から招聘。一人一芸の村として岩手県大野村（現・洋野町）をはじめ、北海道置戸町のオケクラフト、島根県匹見町を長年に渡りサポート。
- 1979年 - 有限会社モノ・モノを共同で設立。元104会議室（秋岡事務所）でクラフトの販売を行う。
- 1981年 - 自宅内に「ドマ工房」を建設。腰痛がきっかけで竹とんぼづくりを始める。佐渡の元船大工・増山清士とも交流し、物理学的に改良・洗練させ上昇性能あるいは滞空時間を格段に向上させた竹とんぼを提案、「スーパー竹とんぼ」と称した。
- 1982年 - 共立女子大学生活美術学科教授に就任。「生活デザイン学」「生活技術」の指導をはじめる。グループモノ・モノや木工塾に集う仲間と国際竹とんぼ協会を設立。顧問に。
- 1991年 - 知事交代により幻に終わった千葉県工芸村構想(1975年）を北海道置戸町で実現するために始動。モノの図書館構想や生活技術伝承のための場を創ることを提案
- 1994年 - 生活技術伝承施設どま工房が置戸町に建設される。モノの図書館実現への足掛かりとして秋岡生活道具コレクションの一部展示や講師としてどま塾が随時行われる
- 1997年 - 死去（享年76）
- 1998年 - 遺族により秋岡生活道具コレクションが北海道置戸町に寄贈される
- 2007年 - 熊本県伝統工芸館「秋岡流暮らしのためのデザイン展」開催
- 2011年 - 目黒区美術館「DOMA秋岡芳夫展−−モノへの思想と関係のデザイン」開催
- 2012年 - 北海道置戸町「DOMA秋岡芳夫　北海道置戸展」開催
- 2013年 - 目黒区美術館「秋岡芳夫全集１−−秋岡芳夫とKAKの写真展」開催

　　　　　　　イルフ童画館「デザイナー秋岡芳夫の童画の世界展」開催
- 2014年 - 目黒区美術館「秋岡芳夫全集２−−童画とこどもの世界展」開催
- 2015年 - 目黒区美術館「秋岡芳夫全集３−−版画展」開催
- 2017年 - 目黒区美術館「秋岡芳夫全集４−−暮らしと家具展」開催
- 2018年- 宇城市不知火美術館「秋岡芳夫展ーくらしを楽しむデザインー」開催
- 2018年 - 目黒区美術館「秋岡芳夫全集５−−〈KAK〉の仕事」開催
- 2022年 - 熊本県伝統工芸館「秋岡芳夫とグループモノ・モノが提唱する『低座の椅子と暮らしの道具』展」＋「資料展示『秋岡芳夫』展」開催
- 2023年 - 熊本県伝統工芸館「北のクラフト展2023～秋岡芳夫と時松辰夫のキセキ～」開催
- 2023年 - 目黒区美術館「秋岡芳夫全集６−−銅版画」開催

## 主著
- ABCの歴史（挿絵） （さ・え・ら書房）
- あそびの木箱 （淡交社）
- いいもの ほしいもの （新潮社）
- 木と漆 （文化出版局）
- 木のある生活（ティビーエス・ブリタニカ）
- 暮しのリ・デザイン （玉川大学出版部）
- 暮しのためのデザイン （新潮社）
- 工房生活のすすめ （みずうみ書房）
- 木　しらき（玉川大学出版部・玉川選書）
- 食器の買い方選び方 （新潮社・とんぼの本）
- 新和風のすすめ （佼成出版社、モノ・モノ文庫）
- 住　すまう（玉川大学出版部・玉川選書）
- 竹とんぼからの発想 （講談社・ブルーバックス、復刊ドットコム）
- 創　つくる（玉川大学出版部・玉川選書）
- デザインとは何かー伝統美と現代 （講談社現代新書）
- 伝統的工芸品とデザイン （伝統的工芸品産業振興協会）
- 日本の手道具 （創元社）
- 木工-指物技法 （美術出版社・新技法シリーズ）
- 木工道具の仕立 （美術出版社・新技法シリーズ）
- 木工入門樹の器 （講談社）
- 割ばしから車まで （柏樹社、復刊ドットコム、モノ・モノ文庫）
- 秋岡芳夫（良品計画、MUJI BOOKS）
- 秋冈芳夫（MUJI BOOKS「人与物」系列文库本、新星出版社）

## 顕彰
- 新潮社賞
- 毎日産業デザイン賞（毎日新聞社）
- 国井喜太郎工芸賞（工芸財団）
- 伝統的工芸品功労者（通産大臣）
- デザイン功労賞（通産省）
- 熊本県近代文化功労者（熊本県）